# Thomas Fuchs (Mediziner)
Thomas Fuchs (* 29. September 1958 in München) ist ein deutscher Psychiater und Philosoph.

## Leben
Von 1981 bis 1988 studierte Fuchs Medizin, Philosophie und Wissenschaftsgeschichte. 1990 wurde er in Medizingeschichte mit einer Dissertation über Die Mechanisierung des Herzens – Harvey und Descartes zum Dr. med. promoviert. In den Jahren von 1989 bis 1996 folgte eine psychiatrische Ausbildung an der TU München. 1995 wurde er zum Facharzt für Psychiatrie und Psychotherapie ernannt. Seit 1997 ist Fuchs Oberarzt an der Psychiatrischen Universitätsklinik Heidelberg sowie Leiter der Sektion Phänomenologische Psychopathologie und Psychotherapie. 1999 folgte seine Habilitation in Psychiatrie an der Universität Heidelberg. 1999 wurde er in Philosophie mit dem Thema Leib, Raum, Person. Entwurf einer phänomenologischen Anthropologie promoviert.
Seit 2004 ist er Leiter des Referats Philosophische Grundlagen der Deutschen Gesellschaft für Psychiatrie, Psychotherapie und Nervenheilkunde, seit 2005 Professor für Psychiatrie und Psychotherapie an der Universität Heidelberg. Von 2008 bis 2013 war er Fellow im Marsilius-Kolleg (Center for Advanced Interdisciplinary Studies) Heidelberg. 
Im Jahr 2010 folgte seine Habilitation in Philosophie an der Universität Heidelberg und die Ernennung zum Karl Jaspers-Professor für Philosophische Grundlagen der Psychiatrie und Psychotherapie.
Er ist Mitherausgeber der wissenschaftlichen Fachzeitschrift Psychopathology, seit 2012 Forschungsstellenleiter des Editionsprojekts Karl-Jaspers-Gesamtausgabe an der Heidelberger Akademie der Wissenschaften und seit 2013 erster Vorsitzender der Deutschen Gesellschaft für Phänomenologische Anthropologie, Psychiatrie und Psychotherapie (DGAP). 2019 wurde Fuchs zum Vizepräsidenten der Deutschen Gesellschaft für phänomenologische Forschung (DGPF). Von 2021 bis 2023 war er Präsident der DGPF.

## Forschungsschwerpunkte
Seine wissenschaftlichen Schwerpunkte sind Phänomenologische Psychologie, Psychopathologie und Anthropologie, Leibphänomenologie, das Verhältnis zwischen Phänomenologie und kognitiven Neurowissenschaften besonders im Hinblick auf Theorien der Verkörperung, des Enaktivismus, der Zeitlichkeit und Intersubjektivität, Mutter-Kind-Interaktionsforschung bei postpartalen Störungen, Theorie und Ethik der Psychiatrie und Neurowissenschaften.

## Auszeichnung
- 2023: Erich-Fromm-Preis für die Verteidigung humanistischen Denkens gegen eine rein „naturalistisch-szientistische Sichtweise des Menschen“[5]

## Veröffentlichungen (Auswahl)
- Die Mechanisierung des Herzens. Harvey und Descartes – Der vitale und der mechanische Aspekt des Kreislaufs. Suhrkamp, Frankfurt am Main 1992.
- Coenästhesie – zur Geschichte des Gemeingefühls. In: Gerhardt Nissen, Frank Badura (Hrsg.): Schriftenreihe der Deutschen Gesellschaft zur Geschichte der Nervenheilkunde. Band 2, Würzburg 1997, S. 89–102.
- Psychopathologie von Leib und Raum. Phänomenologisch-empirische Untersuchungen zu depressiven und paranoiden Erkrankungen. Steinkopff, Darmstadt 2000.
- Leib, Raum, Person. Entwurf einer phänomenologischen Anthropologie. Klett-Cotta, Stuttgart 2000.
- Zeit-Diagnosen. Philosophisch-psychiatrische Essays. Die Graue Edition, Zug 2002.
- Leib und Lebenswelt. Neue philosophisch-psychiatrische Essays. Die Graue Edition, Kusterdingen 2008.
- Das Gehirn – ein Beziehungsorgan. Eine phänomenologisch-ökologische Konzeption. Kohlhammer, Stuttgart 2008.
- Ecology of the Brain. The Phenomenology and Biology of the Embodied Mind. Oxford University Press, Oxford 2018.
- Verteidigung des Menschen. Grundfragen einer verkörperten Anthropologie. Suhrkamp, Berlin 2020.
- Randzonen der Erfahrung. Beiträge zur phänomenologischen Psychopathologie. Verlag Karl Alber, Freiburg 2020.
- Verkörperte Gefühle. Zur Phänomenologie von Affektivität und Interaffektivität. Suhrkamp, Berlin 2024, ISBN 978-3-518-30054-1.